# Halinga (plaats)
Halinga (Duits: Hallick) is een plaats in de Estlandse gemeente Põhja-Pärnumaa, provincie Pärnumaa. De plaats heeft de status van dorp (Estisch: küla).
Tot in oktober 2017 lag het dorp in de gemeente Halinga. Daarvan was het niet de hoofdplaats; dat was Pärnu-Jaagupi, dat ten noorden van Halinga ligt. In 2017 werd Halinga bij de fusiegemeente Põhja-Pärnumaa gevoegd.
De Põhimaantee 4, de hoofdweg van Tallinn via Pärnu naar de grens met Letland, komt langs Halinga.

## Bevolking
De ontwikkeling van het aantal inwoners blijkt uit het volgende staatje:
| Jaar            | 2000 | 2011 | 2021 |
| --------------- | ---- | ---- | ---- |
| Aantal inwoners | 97   | 91   | 85   |

## Geschiedenis
Halinga werd voor het eerst genoemd in 1518 als Hallikava. Hallikava was verdeeld in twee Wacken, Hallikava maior en Hallikava minor. Een Wacke was een administratieve eenheid voor een groep boeren met gezamenlijke verplichtingen. Rond 1558 heetten de Wacken Groth Alliqua en Klein Alliqua. In 1623 werd Hans Tausses leenman van Groth Alliqua. In 1638 werd het een landgoed onder de naam Hallich. Klein Alliqua bleef een nederzetting van zelfstandige boeren. In 1797 bestonden een landgoed en een dorp Hallik. De familie von Tausas was van 1623 tot 1743 eigenaar van het landgoed. Daarna behoorde het achtereenvolgens toe aan de families Pilar von Pilchau en von Dahl. Na 1803 kwam het in het bezit van de familie von Lilienfeld, die in 1919 door het onafhankelijk geworden Estland werd onteigend.
Tijdens de Revolutie van 1905 werd het landhuis van het landgoed door de opstandelingen platgebrand. Rond 1910 werd het herbouwd. Bij latere herindelingen kwam het in het dorp Tõrdu te liggen. Het is in gebruik als verzorgingstehuis. Ook enkele bijgebouwen zijn bewaard gebleven. Het huidige Halinga is het vroegere Väike-Halinga (Klein Alliqua). In het buurdorp Kangru ligt het poststation van Halinga, dat uit de 18e eeuw dateert.
Kerkelijk viel Halinga onder de parochie van Pärnu-Jaagupi.